# Touterea perennis
Touterea perennis là một loài thực vật có hoa trong họ Loasaceae. Loài này được (Wooton) Rydb. miêu tả khoa học đầu tiên năm 1903.